# Friedrich Winter (Politiker, 1800)
Friedrich Wilhelm Carl Winter (* 17. November 1800 in Darmstadt; † 17. März 1852 ebenda) war ein deutscher Politiker und Mitglied der Ersten Kammer der Landstände des Großherzogtums Hessen.

## Leben
Friedrich Winter wurde als Sohn des hessischen Hauptmanns Franz Winter (1764–1817) und dessen Ehefrau Auguste Louise Stauch geboren.
Nach dem Abitur absolvierte er ein Studium der Rechtswissenschaften  an der Justus-Liebig-Universität Gießen und der Ruprecht-Karls-Universität Heidelberg. 1824 wurde er Advokat beim Hofgericht Darmstadt und wechselte 1841 als Syndikus zum Kirchenfonds der protestantischen Kirche in der Provinz Starkenburg.
1845 zum Justizrat ernannt, betätigte er sich politisch und wurde Mitglied des Gemeinderats in Darmstadt. Von 1851 bis zu seinem Tod am 17. März 1852 war er ernanntes Mitglied der Ersten Kammer der Landstände des Großherzogtums Hessen.